# Recordações da Casa Amarela
Recordações da Casa Amarela é um filme português de 1989, de João César Monteiro, a primeira obra da trilogia em que o autor interpreta o seu alter-ego na figura de João de Deus. Parece consensual ser este o seu filme mais equilibrado e bem conseguido. Foi premiado com o Leão de Prata no Festival de Veneza de 1989.

## Sinopse
Lisboa, ano de 1989: um certo indivíduo de meia-idade, um pobre diabo, vive no quarto de uma pensão barata na zona velha e ribeirinha da cidade. Doente, e por vicissitudes várias, o idiota alimenta-se de Schubert e de uma vaga cinéfila que cultiva como forma de resistência à miséria. É posto no olho da rua, depois de frustrada tentativa contra o pudor da filha da dona da pensão.
Privado de quaisquer recursos, sozinho, vê-se confrontado com a dureza da vida urbana. É internado num hospício, de onde sairá sensatamente como homem livre, empenhando-se na missão "rica e estranha" que lhe é sugerida por um velho amigo, doente mental também: Vai, e dá-lhes trabalho!» (Fonte: O Cais do Olhar de José de Matos-Cruz, ed. Cinemateca Portuguesa, 1999).

## Enquadramento histórico

### Deus, reencarnado
Recordações da Casa Amarela é uma espécie de remake da primeira obra de João César Monteiro, uma obra atribulada, inconcluída e inconclusiva: Quem espera por sapatos de defunto morre descalço. Na nova versão do herói negativo que, sem um tostão no bolso, persegue a fortuna e o sexo por ruelas e recantos sombrios duma Lisboa triste, Monteiro mete-se ele próprio a interpretar o personagem, assumindo-se por inteiro como protagonista, como autor e actor de uma história risível, pincelada de sarcasmo, mordaz na crítica social e tecida com um humanismo tocante ao retratar a miséria de um vagabundo, igual a muitos outros, um dos que muito afligem a boa consciência pequeno-burguesa que os abomina e os exclui, mesmo de insignificantes dádivas.
O herói, assim renascido e por ele encarnado, magro e de nariz adunco, tem um nome, chama-se João de Deus. O personagem voltará a surgir, disfarçado de aristocrata bem pensante e vicioso, ávido de dinheiro e de mulheres bonitas, em duas outras obras que o tornarão falado: A Comédia de Deus (1995) e As Bodas de Deus (1999). A trilogia é dominada pela exibição irreverente do alter-ego do Autor, o divino João, que, tal como o pobre Cristo, é um Filho do Pai, que cá por baixo se põe a fazer coisas mais próprias do Diabo. Mas a história não termina aqui: certo dia, João de Deus resolve apresentar-se como João Vuvu, numa derradeira invocação do "João do Vává"  ao perceber que, tal como o general do filme-provérbio, não tardará muito ser ele a ter de deixar a alguém os famigerados sapatos e de voltar à companhia do Pai do Céu que, tocado por comovente confissão do falecido, lhe perdoará todos os pecados : Vai e Vem, 2003.

### A figura
O João de Deus é o santo patrono dos pobres e dos aflitos, homem injustiçado que vive das esmolas do povo. Senhor dos hospícios na versão original, figura esquelética e soturna, é na versão de Monteiro a famigerada criatura que não resiste ao pecado. O seu perfil é inequívoco: vive de esmolas e nutre-se de suculentas donzelas. Para as tramar, veste-se na pele de Nosferatu, o parafílico Vampiro, o de Murnau (Nosferatu, Eine Symphonie des Grauens), e aparece-lhes de repente, vindo não de um navio infestado de ratos, mas sim das entranhas da terra, dos vapores pestilentos dos esgotos de Lisboa. Talvez tenha chegado de barco, como o cinema mostra, mas neste caso vem das profundezas mal cheirosas. Vampiro tipicamente lisboeta, apresenta-se como um algo curvado cinquentão, efebófilo, tarado. Colecciona pelos púbicos de meninas adolescentes, que ele acha serem os seus fios de Ariana, a grega  Ariadne da mitologia que no desfiar dos fios se perdia.
Tanto nas Recordações como nas outras aparições de João de Deus, Deus é um sublime e «inveterado pornógrafo», um Bocage de poucas rimas que escolhe a Sétima Arte como meio de se exprimir. Fala de si falando em nome de Monteiro que, com boas razões, vê o país que habita como execrável «piolheira» ou, tal como o «lívido Lívio» o refere na obra primordial, como «um cu donde não se sai».
Filho de Deus (o celeste), Deus por génese e apelido, génese menos feminina que masculina, como a da Santíssima Trindade, João, macho fiel às origens, é travesso, paradoxal, atrevido nas suas assíduas gentilezas. Deus na terra ingrata onde nasceu, empenha-se, passo a passo, em traçar um retrato sincero da sua verdadeira natureza e, por força das circunstâncias, da pátria que lhe foi dada por insondável desígnio divino, essa terra profana, onde, graças a Deus, além dos piolhos, proliferam rosas bem cheirosas e farfalhudos manjericos.

### O sagrado e o profano
No fundo, bem lá no fundo, é aquilo que cheira bem o que o excita: os aromas de coisas como as flores, as sagradas flores de Schubert ou de Monteverdi, ou o cheirinho do bacalhau, o nacional, o da célebre cantiga do Quim Barreiros (Deixa eu cheirar teu bacalhau, Maria), o profano. Unem-se os extremos num ponto em que não se distinguem mais, em que sagrado e profano são uma e a mesma coisa, baralhando a semântica, sendo os dois lados do mesmo, rosa e bacalhau. A música que ilumina como um sol brilhante a delicada flor ou o bacalhau é aquilo que nos leva a gostar da coisa em questão, da tal coisa que provoca em nós vibrações na alma e em certas partes do corpo : por vezes desejos contraditórios, sublimes ou abjectos, que às tantas se confundem. É nesses casos que nos deixamos tentar pelo Diabo – criação de Deus, que tudo cria! – e nos pomos a fazer aquilo que não devíamos, profanando o sagrado, sacralizando o profano.
A veracidade destes factos comuns e a sua exacta explicação foram-nos brilhantemente apresentadas por Georges Bataille numa obra célebre, O Erotismo, editada em França em 1961 (Les Editions de Minuit). Por essa altura, outras obras ilustrativas surgiram, retiradas da gaveta por um atrevido editor chamado Jean-Jaques Pauvert (Editions du Livre Précieux), que começou, meio clandestino, a editar coisas como o Kama Sutra e os escritos  de Sade. Clandestinamente também, em Lisboa, a Livraria Barata da Avenida de Roma e o Manuel de Brito da Universitária, no Campo Grande, faziam chegar, passando-as por baixo da mesa, obras dessas às mãos da malta e à de certos intelectuais que por lá passavam em busca de novidades. Foi por essa época que João César Monteiro, frequentador dessas paragens, se instruiu sobre algumas intrigantes questões que tinham a ver com o seu feitio, leituras essas que, feitas as contas, o levam a chegar à óbvia conclusão de que, tanto nas actividades artísticas como nas artes da vida, a melhor coisa é a transgressão.
Na perspectiva teológica, pode considerar-se que nisso está presente o mistério da Santíssima Trindade : a questão central do triângulo divino. Quer na pele de Deus pobre quer na de Deus rico, na pele do Pai (celeste), em todo o caso, João de Deus, o Filho, encarnação do Pai na Terra, tocado pelo que de oculto tem o triângulo, a Mãe, parte essencial do mistério, não consegue deixar de amar os sortilégios femininos, e a Terra está cheia disso.
Na perspectiva psicanalítica, pode considerar-se que, profanando o sagrado, rejeitando a Mãe, que o Filho  submetia a maus tratos, esquecendo-a, Deus-Filho, no papel de Pai, incapaz de reprimir a fatal atracção que tem pelo feminino, comete incesto simbólico na figura da Filha que ele vê em certas rapariguinhas incautas, que por Ele ingenuamente se deixam seduzir.
Na perspectiva artística, que se fundamenta nas precedentes, pode considerar-se que, sacralizando o profano, João, Deus no cinema, o faz às mil maravilhas,  com bastante graça pelo meio. O paleio de Deus é sempre uma grande chatice, é verdade, mas é conversa eloquente, cheia de belas citações e de grande sabedoria: são mágicos certos momentos em que a música do corpo se articula com aquela que vem da alma, em etéreas e divinas harmonias. Sendo isso certo, João, autor e actor da inqualificável comédia do Divino, dantesco como é, tenta o que pode, trapaceando, mas mostra-se capaz às vezes de nos acordar com certos momentos que nos despertam o sorriso. A obra de Monteiro é toda ela feita disso.

### Afinidades
Na maior parte, as afinidades no cinema são filiações. No caso de João César Monteiro são consensuais três : o cinema mudo de Murnau, as velhas comédias burlescas portuguesas e a Nova Vaga francesa. Em questões de estética e no empenho em promover o cinema de «bom gosto», muito jogam as relações estabelecidas, anos atrás, com elementos activos dos Cahiers du Cinema. Isso graças à ajudinha dada aos cadernos por intermédio de certos cineastas afectos ao Centro Português de Cinema, secundados por pessoas bem colocadas e de idêntico gosto, com benesses da Fundação Calouste Gulbenkian.
Num gesto generoso, Monteiro dedicará depois, oferta póstuma, A Comédia de Deus (1995) a Serge Daney, crítico conceituado dos Cahiers – fundador da revista Trafic(fr - Wiki), onde Monteiro por vezes escrevia – gente com quem João Bénard da Costa, do lado institucional, cultivava cordiais relações  desde o relançamento de Manuel de Oliveira (O Passado e o Presente – 1972).

## Ficha artística
- João de Deus - João César Monteiro
- Dona Violeta – Manuela de Freitas
- Senhor Armando – Ruy Furtado
- Menina Julieta - Teresa Calado
- Ferdinando - Duarte de Almeida
- Médico - António Terrinha
- Mimi - Sabina Sacchi (voz de Inês de Medeiros)
- Policía Graduado – Henrique Viana
- Lívio – Luís Miguel Cintra
- Madre de Deus – Maria Ângela Violeta
- Vizinha do lado – Violeta Sarzedas
- Empregado da leitaria – João Pedro Bénard da Costa
- Laurindo – Manuel Gomes
- Vizinha com o bebé – Maria da Luz Fernandes
- Taberneiro – Vasco Sequeira
- Funcionário do canil – José Nunes
- Vizinhas: Ester Caldeira, Ana Banhas, António Terrinha, Dona Gina
- Mendigo – João Santos
- Mulher polícia – Helena Ribas
- Polícia – Adamastor Duarte

## Ficha técnica
- Produção – GER
- Produtor executivo – Joaquim Pinto
- Director de produção - João Pedro Bénard da Costa
- Chefe de produção – Ana Serveira
- Assistentes de produção – Mariana Meireles e Jeanne Waltz
- Realização: João César Monteiro
- Assistentes de realização – Manuel João Águas e Inês de Medeiros
- Fotografía: José António Loureiro
- Assistentes de imagem – Carlos Assis e Adão Gigante
- Iluminação – Hélder Mendes (chefe)
- Adereços – Miguel Mendes
- Direcção artística - Luís Monteiro
- Maquinista – Ângelo Cerveira (chefe)
- Montagem – Helena Alves e Claudio Martinez
- Assistente de montagem – Vítor Moreira
- Som: Vasco Pimentel
- Assistentes de som – Rui Henriques e Francisco Veloso
- Música – Franz Schubert, Antonio Vivaldi, W. A. Mozart, Richard Wagner
- Execução musical – Banda Sinfónica da PSP
- Canções – Fado da Clarineta (Vasco Sequeira) e Bacalhau à Portuguesa  (Quim Barreiros)
- Rodagem – 1988/89
- Formato – 35 mm cor
- Duração – 119
- Laboratório de imagem – Tobis Portuguesa
- Laboratório de som – Konken Tonstudiuo (Hamburgo)
- Estreia – Cinema do Fórum Picoas, em Lisboa, a 12 de Outubro de 1998

## Festivais e prémios
- Festival de Veneza (Leão de Prata) – 1989
- Festival de Dunquerque (Prémio da realização, e interpretação masculina – Prémios da imprensa e do público)